# Walk the Moon
Walk the Moon, stylisé WALK THE MOON, est un groupe de rock indépendant américain, originaire de Cincinnati. Le nom du groupe vient de la chanson Walking on the Moon de The Police. Les influences du groupe viennent de Talking Heads, David Bowie. The Police, Tears for Fears ou encore Phil Collins.
Formé en 2008 par Nicholas Petricca, c'est en 2010 que le groupe trouve sa composition actuelle avec Nicholas Petricca, Kevin Ray, Sean Waugaman et Eli Maiman. Leur premier album i Want! i Want! sort en novembre 2010 sous label indépendant. Il est enregistré au studio Soap Floats Recording à Cincinnati. Le premier single est Anna Sun. En 2012, le groupe sort leur premier album Walk the Moon sous label chez RCA Records. L'album reprend la plupart des titres de i Want! i Want! en ajoutant Tightrope, leur second single.

## Biographie

### Anna Suneti Want! i Want!(2010–2011)
En 2011, les membres commencent à se peinturlurer lors des concerts et ramènent suffisamment de peinture pour en faire profiter le public. Ils disent que c'est devenu une « tradition live ». L'équipe caméra du [onnaroo Festical a documenté leur peinture faciale dans une vidéo en 2011. Avant la sortie de leur album, Walk the Moon joue avec Young the Giant et Kaiser Chiefs, et publie un sampler trois pistes, Anna Sun EP, en janvier 2012. Le groupe joue au Sasquatch Music Festival and Firefly Music Festival. Ils sont connus pour leurs performances scéniques et leurs tournées sans fin,. Le groupe se joint aussi au festival Music Midtown et au Great Southeast Music Hall Stage d'Atlanta en septembre 2011.
Le premier album du groupe, i Want! i Want!, est enregistré par Chris Schmidt et Ben Cochran au Soap Floats Recording Studio à Cincinnati, dans l'Ohio.  Le principal morceau de l'album, Anna Sun ,devient un succès surprise en 2011. Il est écrit par Petricca et l'auteur Nick Lerangis. Il est nommé chanson de l'été par MTV et Seventeen Mag, et l'un des meilleurs morceaux sur Amazon. Il est remixé par Fool's Gold et par Robert Hammond Jr. de Trouble Productions. Anna Sun est joué en rotation sur American Eagle Outfitters en mai 2011. Il devient un hit dans le premier épisode de la troisième saison de la série Vampire Diaries. Il est aussi publié gratuitement comme single de la semaine sur iTunes pendant la semaine du 15 mai.
Filmé en 2011 dans le quartier Over-the-Rhine de Cincinnati, le clip de Anna Sun est publié en parallèle à l'album,. Il est réalisé et produit par Patrick Meier de la société de Cincinnati Contrast Productions, et comprend une chorégraphie de Kim Popa de PONES Inc. MTV Hive considère la vidéo hilarante et bien travaillée.

### Walk the Moon(2012–2013)

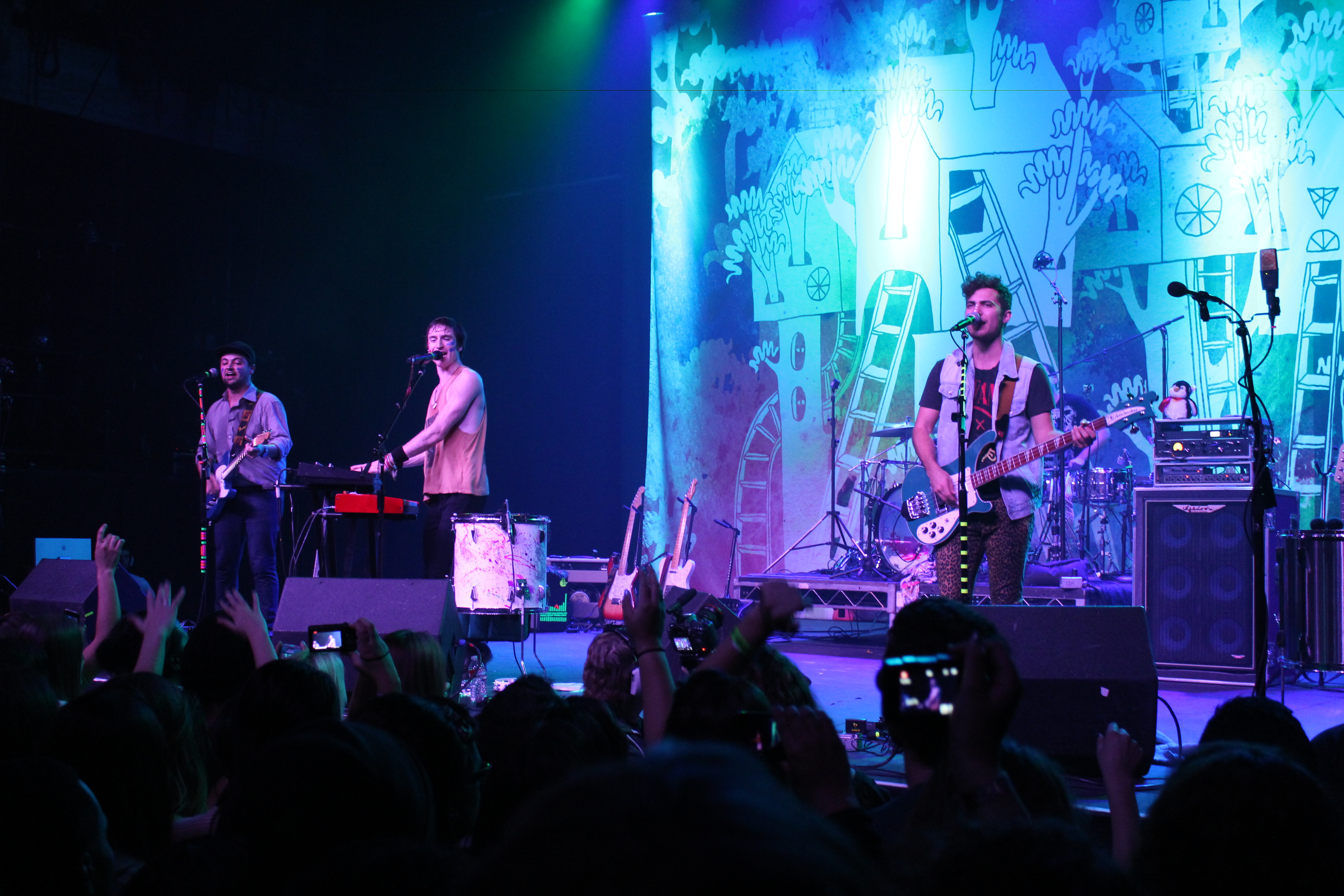
Walk the Moon en Los Angeles, California, États-Unis en 2012.

Le premier album éponyme du groupe, Walk the Moon, est publié le 19 juin 2012. Le même jour, ils participent au Late Show with David Letterman. 
Le 27 juin 2012, le groupe participe au Summerfest Music Festival et joue au U.S. Cellular Connection Stage. Le premier single, Anna Sun, atteint la 10e place du Billboard Alternative, et la 20e du Billboard Rock Songs.
Toujours en 2012, Walk the Moon joue au iTunes Festival de Londres, apparait au KROQ's Weenie Roast 2012, et joue avec Fun à leur tourné européenne
Leur morceau Quesadilla est ajouté à la bande son du jeu vidéo FIFA 13 et leur second single, Tightrope, est utilisé dans une publicité pour l'ordinateur portable HP Envy 4 Ultrabook et dans le jeu vidéo Saints Row IV. Petricca participe au morceau Finale de Madeon, qui est aussi inclus dans FIFA 13.

### Talking Is Hard(2014–2016)
Le 9 septembre 2014, Walk the Moon publie le single Shut Up and Dance (stylisé SHUT UP + DANCE) avant leur nouvel album. Il est écrit par les membres du groupe, Ben Berger et Ryan McMahon. La chanson  traite d'une expérience qu'a eue Nicholas Petricca dans une boite de nuit de Los Angeles. Sa compagne l'a invité à danser, ce qui inspirera le titre. Le morceau atteint la quatrième place du Billboard Hot 100 et la première place des Alternative Songs et du Hot Adult Contemporary Chart. Hors des États-Unis, le morceau se classe en Pologne, et dans le top 10 en Australie, au Canada, en Allemagne, en Israël, en Irlande, au Royaume-Uni et dans le top 20 en Nouvelle-Zélande et en Suède. Le groupe joue Shut Up and Dance aux The Tonight Show Starring Jimmy Fallon, Late Night with Seth Meyers, Jimmy Kimmel Live!, The Ellen DeGeneres Show et Good Morning America.
En octobre 2014, le groupe publie une série d'images et de vidéos sur Facebook. Le titre de l'album est révélé, Talking Is Hard, le 29 octobre 2014, pour une sortie annoncée le 2 décembre. Le 10 novembre 2014, le groupe révèle la couverture et la liste des titres de Talking is Hard. Le 17 novembre 2014, ils publient le second single, Different Colors. Le 24 novembre 2014, l'album est publié par surprise sur Spotify une semaine avant la date officielle.
En juillet 2015, le groupe joue Shut Up and Dance au Great American Ballpark, avant les débuts du Home Run Derby,. Le 24 juillet 2015, ils se joignent à Taylor Swift sur scène au Gillette Stadium de Foxboro Massachusetts pour sa tournée 1989 jouant Shut Up and Dance Le 16 novembre 2015, le groupe chante l'hymne national, preceding a Monday Night Football game between the Cincinnati Bengals and the Houston Texans, which was played at Paul Brown Stadium in Cincinnati. Le groupe joue Shut Up and Dance, qui a atteint la quatrième place du Billboard Hot 100, pendant la 43e édition des Annual American Music Awards (AMA) le 22 novembre 2015. Ils deviennent pour la première fois nommés aux AMA dans les catégories : nouveau groupe de l'année, groupe/duo de pop/rock préféré, et groupe de rock préféré.
Le 1er janvier 2016, ils jouent Shut Up and Dance et Work This Body pendant le New Year's Rockin Eve Dick Clark à New York. Le groupe le morceau de Best For Last de The Knocks qui est publié sur son premier album, 55. L'album est publié le 4 mars 2016, au label Big Beat Records. En avril 2016, ils annoncent l'annulation de leur tournée Work this Body à la suite d'une maladie détectée dans la famille de Petricca. En juin , leur version du thème des Ghostbusters est incluse dans la bande son du film homonyme sorti en 2016.

### What If Nothing(depuis 2017)
En août 2017, Petricca joue en solo au LoveLoud fest, un festival organisé dans l'Utah. Le mois suivant, le groupe sort le single One Foot issu de son quatrième album, et accompagné d'une vidéo. Le 26 septembre 2017, Walk the Moon annonce son troisième album, What If Nothing, qui est publié le 10 novembre 2017. 
Le 27 octobre 2017, Walk the Moon sort son troisième single, Surrender

## Membres

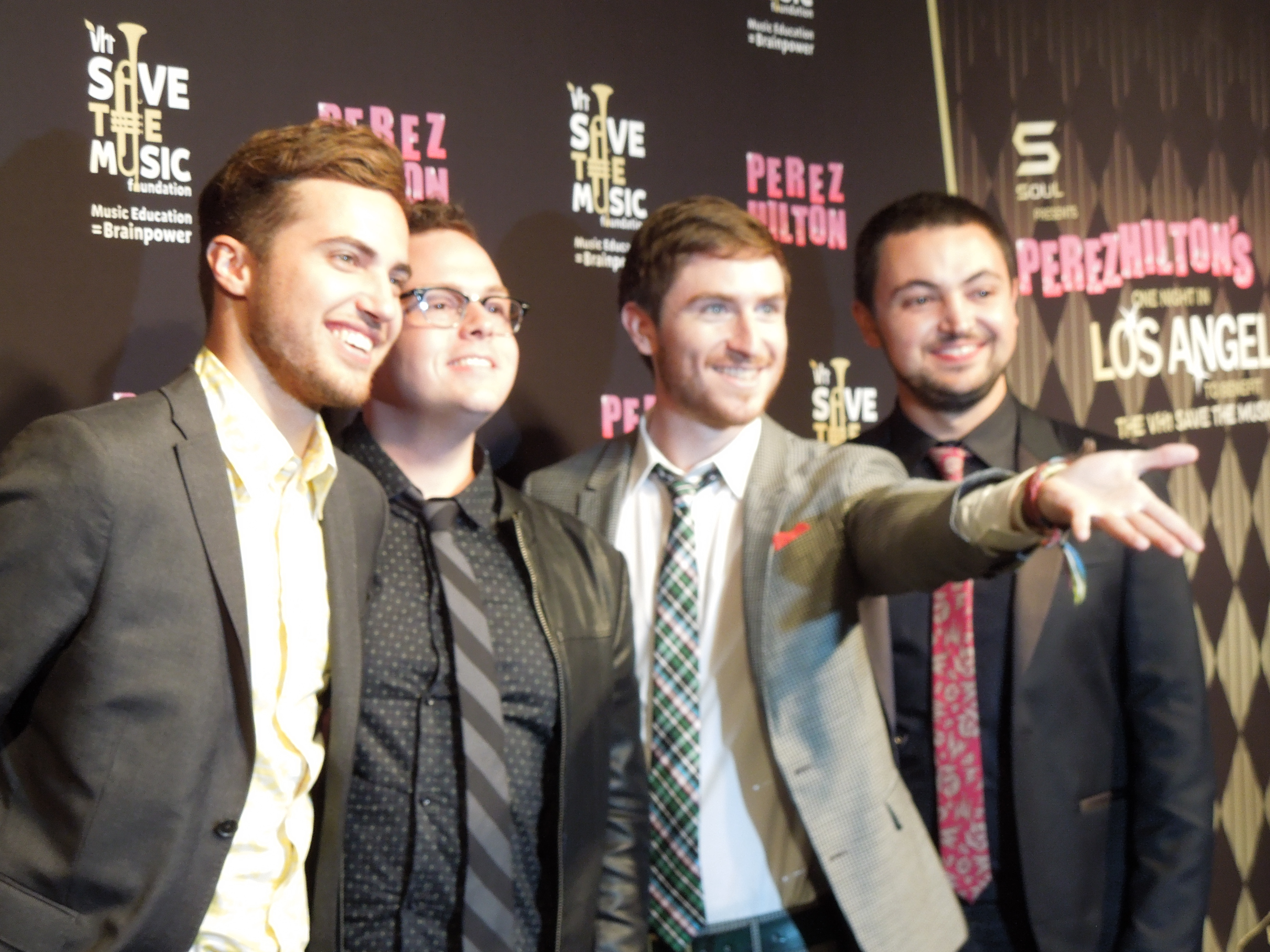
De gauche à droite: Kevin Ray, Sean Waugaman, Nicholas Petricca, Eli Maiman

Le 21 décembre 2020, le fondateur du groupe, Nicolas Petricca, annonce l'éviction du groupe de Kevin Ray, leur bassiste, pour "conduite contraire aux valeurs du groupe"
- Nicholas Petricca - chant, synthétiseur
- Sean Waugaman - batterie, chant
- Eli Maiman - guitare, chant